# Se mi lasci non vale
Se mi lasci non vale è una canzone scritta da Luciano Rossi (musica) e Gianni Belfiore (testo).
Incisa dallo stesso Rossi, che la incluse nel suo album Aria pulita del marzo 1976, fu portata al successo internazionale dal cantante spagnolo Julio Iglesias, la cui versione divenne la più nota anche al pubblico italiano e dette anche il titolo a un suo album, pubblicato lo stesso anno. Iglesias la presentò in veste di ospite al Festival di Sanremo 1976, ma la sua esibizione non fu trasmessa in diretta dalla Rai, che dette la precedenza alla messa in onda del telegiornale. Il cantante madrileno incise in seguito anche una versione con il testo da lui stesso adattato in spagnolo, dal titolo: Si me dejas, no vale, contenuta nell'album A mis 33 años del 1977.
Altri artisti italiani negli anni hanno reinterpretato il brano, il quale in seguito fu adattato anche in inglese, greco, spagnolo e turco.

## Testo e musica
Nel testo, un uomo si rivolge ad una donna che presumibilmente ha tradito e perciò lei sta per lasciarlo, nonostante lui cerchi di minimizzare il proprio gesto e la implori di ripensarci.
Sia la versione di Rossi che il singolo di Iglesias presentano un arrangiamento per archi tipico della disco music dell'epoca, originariamente ideato da Ruggero Cini e poi ripreso in quasi tutte le versioni del brano incise successivamente.

## Versione di Julio Iglesias

### Tracce
7"
1. Se mi lasci non vale – 3:00 (Luciano Rossi - Gianni Belfiore)
2. Quella di sempre – 3:28 (Ana Magdalena - Manuel Alejandro - Alberto Salerno)

### Classifiche
| Classifica | Posizione massima | Nr. di settimane |
| ---------- | ----------------- | ---------------- |
| Italia     | 16                |                  |

## Altre versioni
Il brano è stato inciso anche dai seguenti artisti:
- Victor Bach
- Rita Forte
- Tony Marlow
- Simonetta
- La Linea
- Tommaso Zorzi con Donatella Rettore

## Adattamenti in altre lingue
- Inglese – Let's Try Once Again – adattamento di Lucille Bailly, inciso da Patrick Norman[1].
- Greco – Άν μια μέρα σε χάσω, adattamento di Sèvi Tiliakou, inciso da Paschalis Arvanitidis.
- Spagnolo – Si me deja, no vale – adattamento di Julio Iglesias, inciso da Julio Iglesias.
- Turco – Yeniden Başlasın – adattamento di Fikret Şeneş, inciso da Ajda Pekkan e Yeşim Salkım.

## La canzone nella cultura di massa
- Se mi lasci non vale è citata due volte nel film commedia La patata bollente (1979). Caratteristica di questa scena è il fatto che il ritornello della canzone venga quasi "chiamato" da Renato Pozzetto con la frase “E il coro: ...”
- Il titolo del film La valigia sul letto (2010) di Eduardo Tartaglia è una citazione dell'incipit della canzone.
- Al titolo del brano si ispira anche il film omonimo di Vincenzo Salemme, del 2016.
- Tra il 2017 e il 2022 veniva fatta suonare, allo stadio Stadio Alfredo Viviani, prima di ogni partita del Potenza per scaramanzia perché si pensava che portasse fortuna.